# ブリティッシュ スチームカー チャレンジ

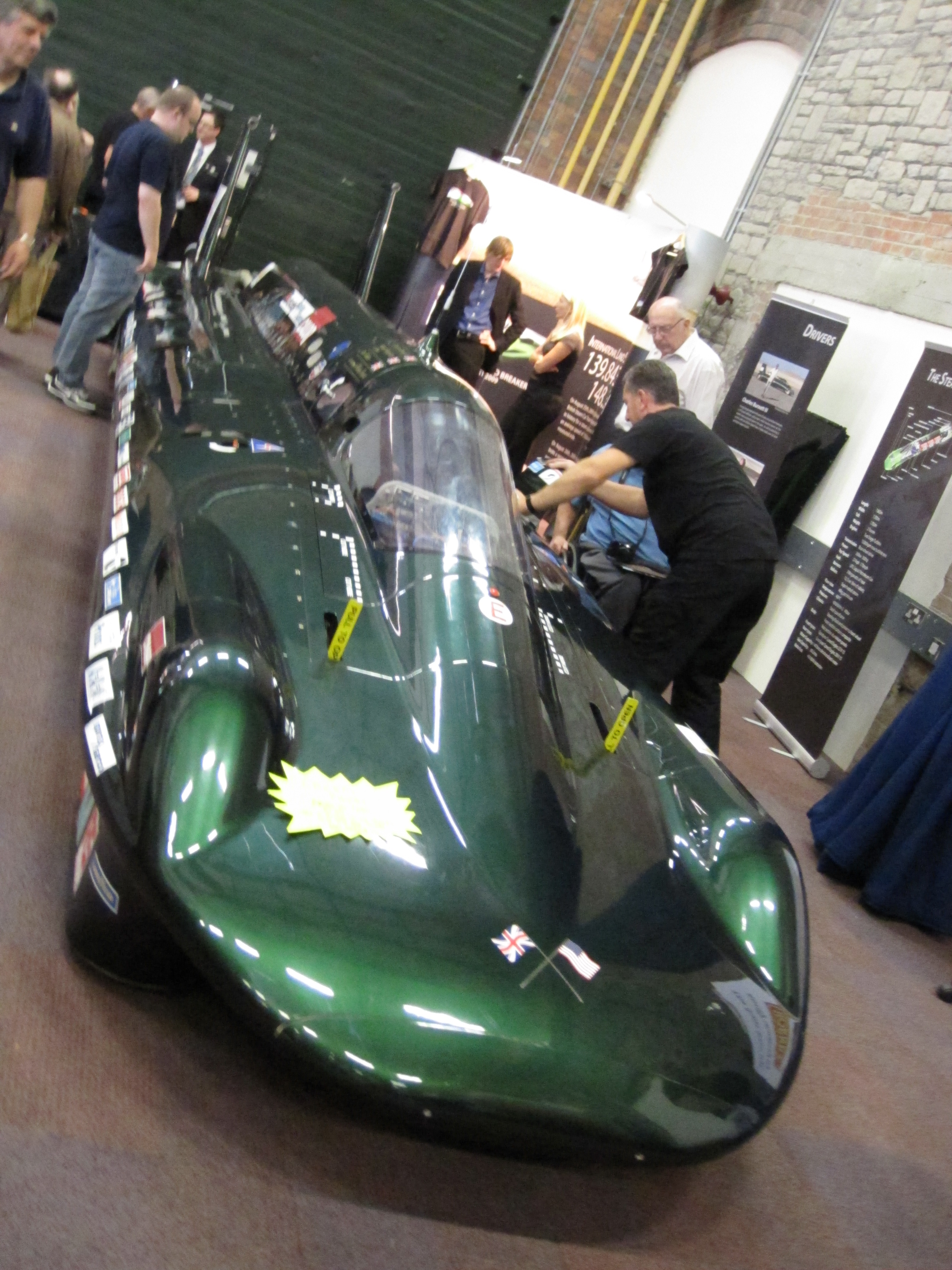
グレート・ウェスタン鉄道博物館に展示されるナショナルカラーを纏ったインスピレーション

ブリティッシュ スチームカー チャレンジ (British Steam Car Challenge) は、蒸気自動車による速度世界記録を樹立したイギリスの組織。

## 概要
蒸気自動車による速度記録は1906年にフロリダ州オーモンドビーチでFred Marriotの運転で時速203 kmの速度記録を樹立、1985年8月にユタ州ソルトレークでバーバー・ニコルズ・エンジニアリング社製蒸気自動車「スティーミン・ディーモン」が片道のみで往復走行ではなかったので公式記録として公認されなかったものの、時速234.33 kmを達成するまで、79年間に渡って破られることのない不倒記録となった。
1999年にイギリスで、蒸気自動車での最高速度記録を樹立する目的で「ブリティッシュ スチームカー チャレンジ」プロジェクトが発表され、その支援団体として「チーム インスピレーション」が発足した。
同団体が蒸気動力を搭載するインスピレーションと名づけられたレコードブレーカーを製作し、速度200マイル毎時（320 km/h）を目指す計画であった。ボイラーはステンレス製、燃料にはLPGを用い、駆動力への変換にはリアアクスルと同軸に置かれた直径13インチの2段式蒸気タービンが使われ、当初の設計出力は、蒸気圧3.45 Mpa（35.2 kgf/cm2）で225 kw/12,000 rpmとされ、その後に更なる高回転化による出力向上が予定されていた。1分間に約39.7 Lの水を約399 ℃という高温の加熱水蒸気に変換し、その蒸気で2段式蒸気タービンを毎分1万3000回転で駆動、そこから取り出された動力は減速ギアを経て、LSDから、ドライブシャフト、ホイールへと伝達される。
車体は角断面ステンレス鋼管を用いたスペースフレーム式シャシと、炭素繊維複合材の外皮の組み合わせで、蒸気自動車に必須となるボイラーの周囲は、遮熱用のアルミ合金板で構成される。
チーム インスピレーションでは活動資金を得るため、一般からチーム会員を募集して、入会金50ポンド（約11,940円）からのシルバー会員は、「インスピレーション」の記録挑戦の際、現地に招待席が用意された。
2007年1月11日 - 14日にバーミンガムで開催された「オートスポーツ インターナショナル」（Autosport International）で、インスピレーションの1/4モデルが公開された。
インスピレーションは2009年8月26日にアメリカ合衆国のエドワーズ空軍基地で239 km/hの蒸気自動車による速度記録を樹立し、現在は国立自動車博物館で展示されている。

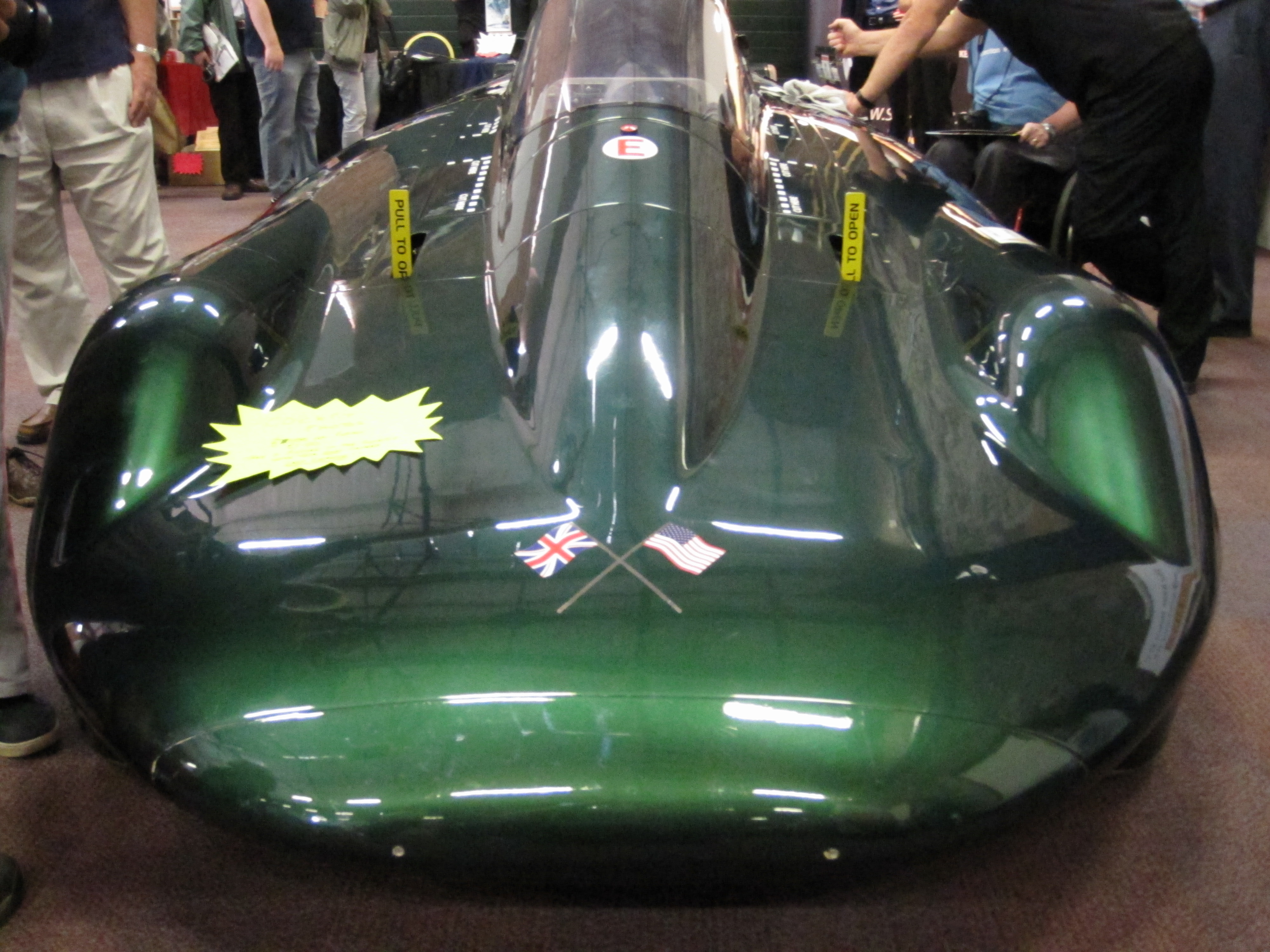
前部
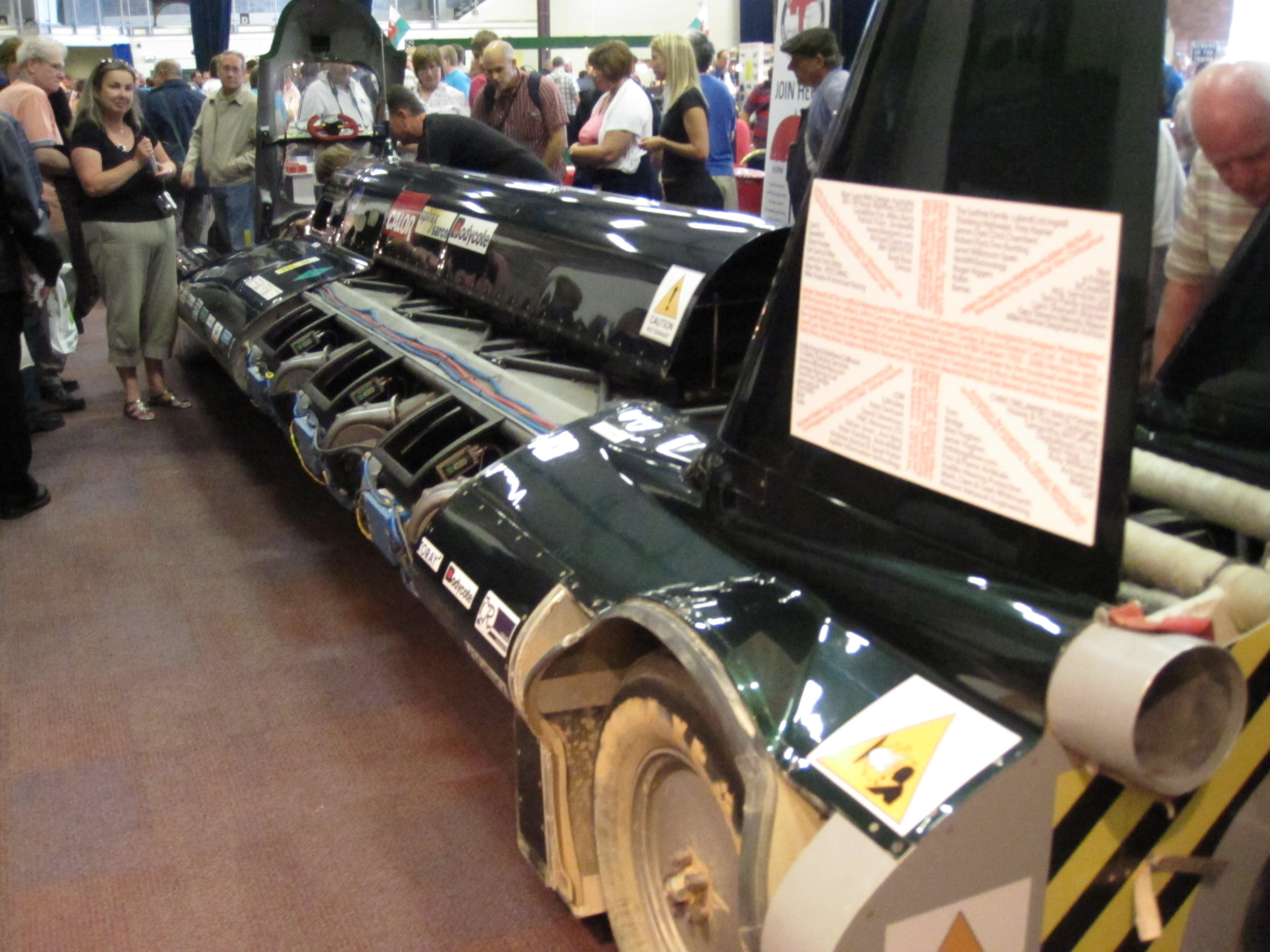
側面
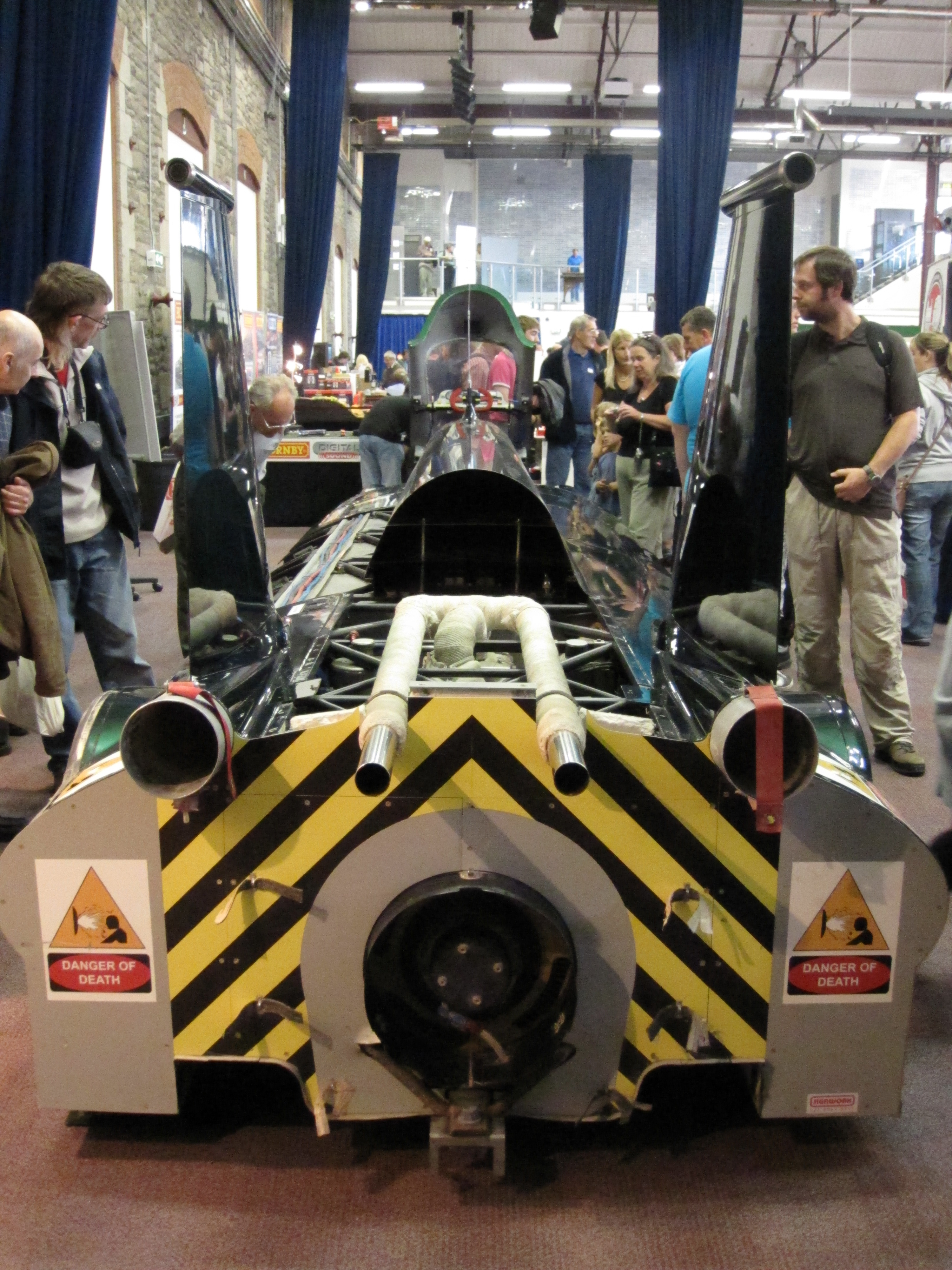
後部